# Chimie analitică

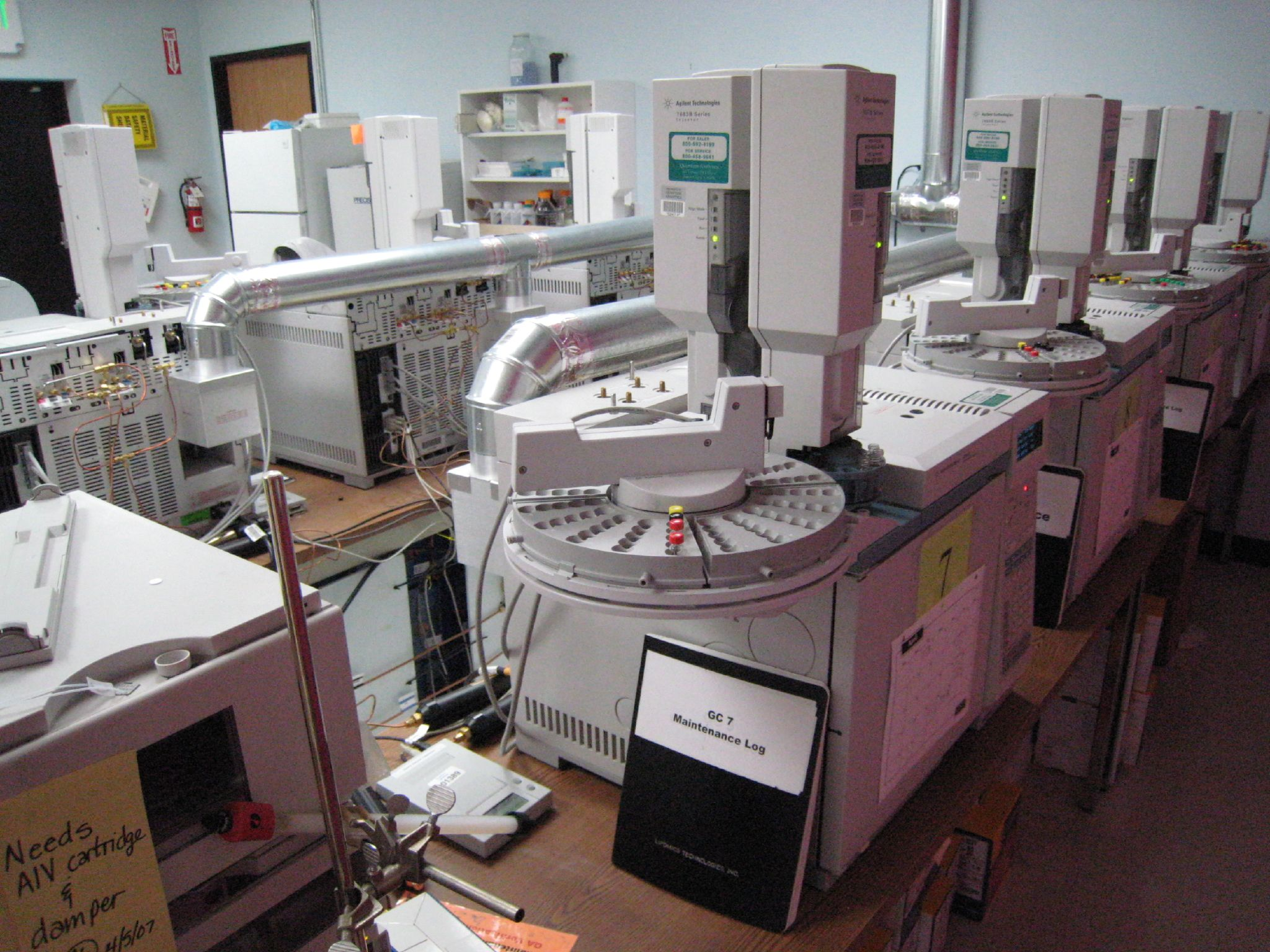
Aparatura folosită în cromatografia de gaze

Chimia analitică este o ramură a chimiei ce dezvoltă și aplică metode, instrumente și strategii în scopul obținerii de informații cu privire la compoziția și natura substanțelor chimice. Altfel spus, scopul chimiei analitice este de a separa, identifica și a cuantifica materia. În practică, separarea, identificare și cuantificarea pot fi realizate separat sau pot să constituie împreună o analiză completă a unei probe. Prin procesele de separare, chimiștii izolează analiții, prin analiza calitativă identifică analiții, iar prin analiza cantitativă determină cantitatea analiților.
Metodele chimiei analitice sunt cele clasice (analiza gravimetrică și analiza volumetrică) și cele moderne, instrumentale (analiza instrumentală). Metodele clasice se bazează pe procese de separare, precum precipitarea, extracția și distilarea, iar identificarea poate fi bazată pe diferențe de culoare, miros, puncte de topire sau de fierbere, radioactivitate sau reactivitate. Totuși, separarea se poate realiza și prin metode instrumentale, cum este de exemplu cazul cromatografiei și electroforezei. 

## Istoric
Chimia analitică își are bazele poate în Robert Boyle (1627-1691) care prin publicarea lucrării sale „Skeptical Chemyst” introduce pentru prima dată termenul de analiză chimică. Mai târziu  Antoine Lavoisier (1743-1794) arată că toate fenomenele chimice considerate până în acel moment haotice, puteau fi sistematizate în cadrul unor legi de combinare între  elementele vechi și noi; la lista elementelor care erau cunoscute (printre care se numără carbon, sulf, fosfor și unele metale) el adaugă un nou element: oxigenul, care, împreună cu hidrogenul, compune apa, și azotul (fără viață). Conform acestui nou sistem el introduce 3 categorii  de compuși chimici: 
- Acizii, compuși ai oxigenului cu metaloizi
- Bazele, combinația oxigenului cu metale
- Sărurile, combinația acizilor cu bazele

Tot el este cel care înlocuiește denumirile vechi ale substanțelor (ulei de tartru - oleum tartari per deliquum, zahăr de plumb, etc) cu denumirile actuale (carbonat de potasiu, acetat de plumb). Tot el fundamentează legea conservării materiei emise de către Lomonosov, care spune că trebuie să existe o egalitate între cantitatea de materie care intră în reacție și cea care iese din reacție. 
Urmează o întreagă serie de chimiști. Jöns Jakob Berzelius (1779-1848) determină constituția unui mare număr de compuși anorganici și de minerale; Joseph Louis Gay-Lussac (1778-1850); Friedrich Wöhler (1800-1882); Justus von Liebieg (1803-1873) fundamentează multe principii, legi care sunt valabile și astăzi. Putem însă spune că fundamentarea chimiei analitice îi aparține lui Wilhelm Ostwald, autorul lucrării „Die wissenschaftlichen Grundlagen der Analytischen Chemie”.

## Metode

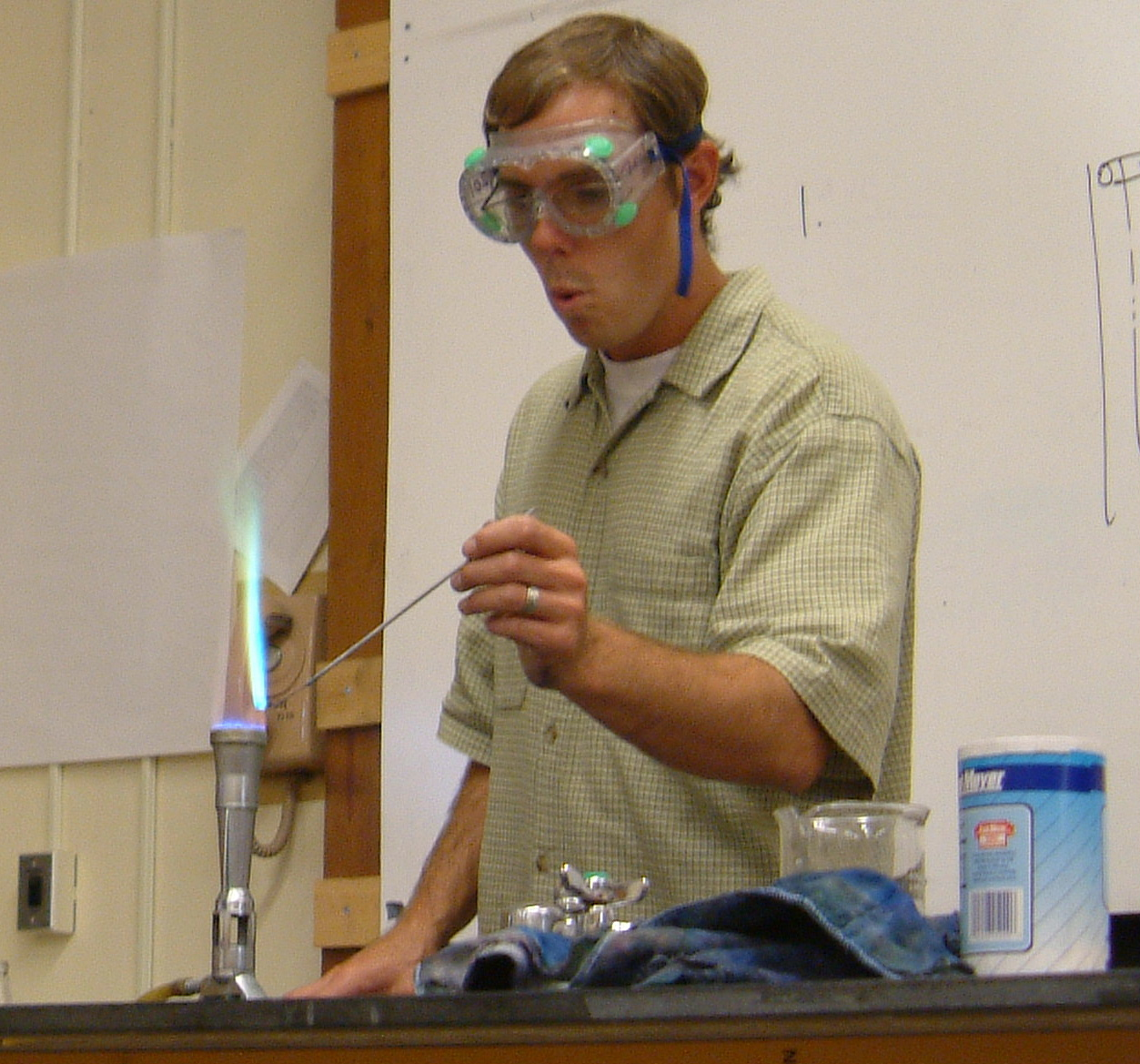
Prezența cuprului în cadrul acestei analize calitative este relevată de culoarea albastru-verzuie a flăcării.

Baza chimiei analitice o constituie metodele de analiză chimică, metode care pot fi definite ca fiind un ansamblu de principii și procedee care pot permite identificarea și eventual dozarea componentelor unei probe de analizat. Metodele analitice de analiză se caracterizează prin acuratețe, exactitate, sensibilitate, precizie și selectivitate. 
Chimia analitică a căpătat o foarte mare dezvoltare în  secolele XX-XXI datorită unei aparaturi tot mai sofisticate care permite identificarea compoziției materiei prime utilizate în procesul tehnologic (de exemplu în sinteza medicamentelor materiile prime trebuie să aibă o puritate foarte mare, de 99,99%), identificarea și dozarea (eventual) a compușilor intermediari și a produșilor finali dintr-o linie tehnologică.
Domeniile de utilizare a chimiei analitice sunt foarte vaste în industria alimentară (aprecierea calității alimentelor), industria metalurgică (determinarea componenței aliajelor), ecologie (determinarea și identificarea poluanților), medicină (analiza lichidelor biologice), arheologie și fizica semiconductorilor. 
Însă pe lângă avantajele pe care le oferă, chimia analitică poate avea o serie de dezavantaje: este necesară prezența unui personal înalt calificat care să poată desfășura toate activitățile cerute de o metodă analitică, de asemenea în cazul unor metode analitice trebuie efectuată o curbă de etalonare, o calibrare continuă a aparaturii mai ales în cazul metodelor instrumentale, costurile mari legate de aparatură și de întreținerea acesteia etc.

## Ramuri
Chimia analitică este o știință care înglobează cunoștințe din toate domeniile, începând cu chimia fizică și terminând cu matematica și informatica.
Ea cuprinde următoarele ramuri:
- analiza calitativă anorganică, ce are drept obiect de studiu stabilirea prezenței (absenței) unui element sau compus anorganic într-o probă de analizat.
- analiza calitativă organică  care stabilește prezența (absența) unui compus organic sau grupă funcțională într-o probă de analizat.
- analiza cantitativă  stabilește cantitatea unui element sau a unei substanțe dintr-o probă de analizat.

## Tehnici
Chimia analitică cuprinde o serie de tehnici de detectare și determinare a  compoziției probelor de analizat:
- Tehnici de bază în chimia analitică calitativă: analiza ionilor prin reacții chimice, colorația flăcării, etc.
- Separarea chimică pentru măsurarea și determinarea masei sau volumului unui produs. Acest proces este esențial de exemplu atunci când se lucrează cu amestecuri de substanțe, cum ar fi extractele organice. Datorită apariției unor metode moderne de identificare cum ar fi HPLC (high performance liquid chromatography),  această metodă nu mai este folosită decât arareori sau deloc.

- Titrimetria este o tehnică care se folosește pentru determinarea cantității de constituent.

- Spectroscopia: determinarea unei substanțe pe baza absorbției și emisiei  luminii, dar și a altor tipuri de radiație (IR, UV-Vis). Metoda include AAS (atomic absorbtion spectroscopy), NMR (nuclear magnetic resonance)și NAA (neutron activation analysis).

- Spectrometria de masă, utilizată pentru determinarea masei moleculare, compoziția substanței, are la bază analizarea moleculei prin ionizare și observarea comportamentului în câmpul electric sau magnetic.

- Tehnici analitice care combină una sau mai multe metode, așa numitele tehnici hibride :ICP-MS (Inductively-Coupled Plasma - Mass Spectrometry), metodă care folosește volatilizarea substanței în prima etapă, iar apoi măsurarea concentrației substanței. Prima etapă poate include și tehnici de separare, cum ar fi cromatografia.

- Tehnici care implică volatilizarea substanței de analizat pentru a o descompune în atomi liberi, iar apoi măsurarea frecvenței de absorbție sau de emisie a atomilor respectivi. Metoda are dezavantajul că proba de analizat este complet distrusă, precum și toate elementele care o alcătuiesc. Aceste tehnici includ AAS (spectroscopia atomică de absorbție) și ICP-MS ICP-AES.

- GS/MS (Gas Chromatography/Mass Spectometry), tehnică hibridă utilizată la compușii organici volatili. Compușii sunt separați pe coloana cromatografică, apoi sunt introduși prin intermediul unei interfețe speciale în camera de ionizare a spectrometrului de masă. Compușii sunt ionizați (fie prin impact electronic sau prin ionizare chimică) apoi accelerați  printr-un câmp electromagnetic controlat. Timpul de trecere precum și voltajul aplicat exact la momentul de impact sunt unice pentru compușii de aceeași masă. În acest fel, timpul de retenție și masa sunt măsurate pentru fiecare compus în parte.